# 一宮市立西成中学校
一宮市立西成中学校（いちのみやしりつにしなりちゅうがっこう）は、愛知県一宮市にある公立中学校。
西成小学校、瀬部小学校の学区内の生徒が通学する

## 概況
生徒数 - 405
学級数 - 15

## 沿革
- 1947年4月18日 - 学校設立。校章を制定。
- 1958年7月18日 - プールを設置。
- 1977年4月2日 - 学区のうち、大字春明、大字定水寺を一宮市立西成東部中学校が開校したため分離
- 1993年10月8日 - 愛知県立一宮東養護学校との交流活動開始する